# Езерен шилолист
Езерен шилолист, също езерен изоетес (Isoetes lacustris), е бореален полушник, местен за двете страни на северния Атлантически океан. Синонимите включват Isoetes hieroglyphica.
Езерният шилолист е открит от Йоханес Райнке и описан за първи път от Карл Линей. Isoetes hieroglyphica се е смятал за отделен вид, но сега се смята за синоним на I. lacustris.